# Easy Lover
«Easy Lover» es una canción dance rock y new wave escrita por Philip Bailey, Phil Collins y Nathan East e interpretada por los cantantes Bailey y Collins. Apareció en el álbum solista de Bailey Chinese Wall (1984). Collins también ha interpretado el tema en sus shows en vivo y como aparece en su álbum de 1990 Serious Hits... Live!, así como en su álbum recopilatorio de 1998 ...Hits.
La canción fue un éxito en el Reino Unido, alcanzando el # 1 y permaneciendo allí durante cuatro semanas y alcanzando el puesto # 2 en el Billboard Hot 100 en los EE. UU. "Easy Lover" fue un gran éxito comercial, vendiendo más de dos millones de copias. No solo ha sido certificada con Oro pero también con Platino - desde la RIAA exigencia de un sencillo de platino no se redujo a 1.000.000 unidades hasta el año 1989.
"Easy Lover" ganó un MTV Video Music Award al mejor desempeño general en 1985 y fue nominado a un Grammy por Premio Grammy por Mejor Interpretación Pop por un Dúo o Grupo con Vocales
La canción habla de una mujer que juega con los hombres y que es fácil enamorarse de ella. Está compuesta en la tonalidad de Fa menor. 

## Posicionamiento
| Listas (1984-1985)                           | Posiciones |
| -------------------------------------------- | ---------- |
| Austrian Singles Chart                       | 18         |
| Dutch Top 40                                 | 1          |
| French Singles Chart                         | 14         |
| German Singles Chart                         | 5          |
| Oricon Japanese Weekly Singles Chart         | 19         |
| Oricon Japanese International Chart          | 1          |
| Swedish Singles Chart                        | 10         |
| Swiss Singles Chart                          | 8          |
| UK Singles Chart                             | 1          |
| U.S. Billboard Hot 100                       | 2          |
| U.S. Billboard Hot Adult Contemporary Tracks | 15         |
| U.S. Billboard Mainstream Rock Tracks        | 5          |
| U.S. Billboard Hot R&B/Hip-Hop Songs         | 3          |